# منتئاگودو دل کاستییو
منتئاگودو دل کاستییو (به اسپانیایی: Monteagudo del Castillo) یک شهرستان در اسپانیا است که در استان تروئل واقع شده‌است.

## خصوصیات
منتئاگودو دل کاستییو ۴۴ کیلومترمربع مساحت و ۶۸ نفر جمعیت دارد.